# Domajinci
Domajinci (mađarski: Dombalja, njemački: Todtmannsdorf, prekomurski: Domaginci) je naselje u slovenskoj Općini Cankova. Domajinci se nalazi u pokrajini Prekmurju i statističkoj regiji Pomurju. 

## Stanovništvo
Prema popisu stanovništva iz 2002. godine naselje je imalo 281 stanovnika.